# Welsh Premier League (2013/2014)
Welsh Premier League 2013/2014 (znana jako Corbett Sports Welsh Premier League ze względów sponsorskich.) był 22. sezonem najwyższej klasy rozgrywkowej w Walii.
Sezon został otwarty 23 sierpnia 2013 r., a zakończył się 17 maja 2014 r. finałem baraży o miejsce w eliminacjach do Ligi Europy UEFA.
Mistrzem po raz ósmy, a trzeci z rzędu został zespół The New Saints F.C..

## Skład ligi w sezonie 2013/2014
W lidze rywalizowało dwanaście drużyn – jedenaście z poprzedniego sezonu i jedna z Cymru Alliance: Rhyl FC (mistrz Cymru Alliance), który zastąpił Llanelli AFC
zlikwidowany z powodów długów. Z powodów licencyjnych żadna z dwóch pierwszych drużyn mogących awansować z Welsh Football League Division One, West End F.C. i Cambrian & Clydach Vale, nie otrzymała promocji, dzięki czemu w lidzie utrzymał się Afan Lido.
| Uczestnicy poprzedniej edycji | Uczestnicy poprzedniej edycji | Uczestnicy poprzedniej edycji | Uczestnicy poprzedniej edycji |
| --- | ----------------------------- | ----------------------------- | ----------------------------- |
| TNS | The New Saints F.C.           | Llansanffraid, Oswestry       | 1                             |
| AIR | Airbus UK Broughton           | Broughton                     | 2                             |
| BAN | Bangor City                   | Bangor                        | 3                             |
| PTT | Port Talbot Town F.C.         | Port Talbot                   | 4                             |
| PRE | Prestatyn Town                | Prestatyn                     | 5                             |
| CMR | Carmarthen Town               | Carmarthen                    | 6                             |
| BAL | Bala Town                     | Bala                          | 7                             |
| CQN | Connah’s Quay Nomads F.C.     | Connah's Quay                 | 8                             |
| NTW | Newtown A.F.C.                | Newtown                       | 9                             |
| ABE | Aberystwyth Town F.C.         | Aberystwyth                   | 10                            |
| AFA | Afan Lido                     | Port Talbot                   | 12                            |
| Awans z Cymru Alliance 2012/13 |                               |                               |                               |
| RHY | Rhyl FC                       | Rhyl                          | 1                             |
| Oznaczenia: - kolumna pierwsza – skróty nazw drużyn, - kolumna trzecia – siedziba klubu, - kolumna czwarta – miejsce zajęte w poprzednim sezonie. |                               |                               |                               |

## Runda zasadnicza

### Tabela
| Lp. | Drużyna                   | M  | Z  | R | P  | Bramki | Bramki | Różn. | Pkt | Uwagi                   |
| --- | ------------------------- | -- | -- | - | -- | ------ | ------ | ----- | --- | ----------------------- |
| 1   | The New Saints F.C.       | 22 | 15 | 5 | 2  | 58     | 12     | +46   | 50  | Championship Conference |
| 2   | Airbus UK Broughton1      | 22 | 13 | 6 | 3  | 43     | 22     | +21   | 44  | Championship Conference |
| 3   | Carmarthen Town           | 22 | 9  | 6 | 7  | 36     | 34     | +2    | 33  | Championship Conference |
| 4   | Bangor City               | 22 | 9  | 5 | 8  | 33     | 28     | +5    | 32  | Championship Conference |
| 5   | Newtown A.F.C.            | 22 | 9  | 5 | 8  | 34     | 39     | −5    | 32  | Championship Conference |
| 6   | Rhyl FC                   | 22 | 9  | 4 | 9  | 32     | 31     | +1    | 31  | Championship Conference |
| 7   | Aberystwyth Town F.C.2    | 22 | 8  | 8 | 6  | 41     | 37     | +4    | 29  | PlayOff Conference      |
| 8   | Bala Town                 | 22 | 7  | 5 | 10 | 35     | 32     | +3    | 26  | PlayOff Conference      |
| 9   | Prestatyn Town            | 22 | 6  | 6 | 10 | 27     | 30     | −3    | 24  | PlayOff Conference      |
| 10  | Port Talbot Town F.C.     | 22 | 6  | 6 | 10 | 25     | 34     | −9    | 24  | PlayOff Conference      |
| 11  | Connah’s Quay Nomads F.C. | 22 | 5  | 5 | 12 | 25     | 36     | −11   | 20  | PlayOff Conference      |
| 12  | Afan Lido                 | 22 | 3  | 5 | 14 | 17     | 51     | −34   | 14  | PlayOff Conference      |

1Airbus UK Broughton został odjęty punkt za nieprawidłową rejestrację gracza.
2Aberystwyth Town zostały odjęte trzy punkty za wystawienie gracza z zawieszeniem za żółtą kartkę.

### Wyniki
| Gospodarz \ Gość          | ABE | AFA | AIR | BAL | BAN | CMR | CQN | NTW | PTT | PRE | RHY | TNS |
| Aberystwyth Town F.C.     |     | 3:0 | 2:1 | 1:1 | 3:3 | 3:2 | 3:3 | 3:3 | 1:2 | 1:0 | 3:2 | 2:2 |
| Afan Lido                 | 2:1 |     | 1:3 | 1:6 | 0:3 | 2:2 | 2:1 | 2:2 | 0:3 | 0:1 | 0:3 | 1:2 |
| Airbus UK Broughton       | 4:1 | 2:0 |     | 2:1 | 0:1 | 1:0 | 1:2 | 6:1 | 3:0 | 2:0 | 2:2 | 1:1 |
| Bala Town                 | 0:0 | 0:0 | 1:2 |     | 1:0 | 2:4 | 7:0 | 1:0 | 0:0 | 2:1 | 0:1 | 1:3 |
| Bangor City               | 3:2 | 1:0 | 0:1 | 4:2 |     | 0:1 | 4:1 | 2:1 | 1:1 | 0:1 | 2:3 | 1:2 |
| Carmarthen Town           | 0:3 | 3:0 | 0:1 | 2:0 | 4:4 |     | 3:3 | 0:2 | 3:1 | 2:1 | 1:0 | 0:0 |
| Connah’s Quay Nomads F.C. | 0:4 | 0:0 | 1:2 | 2:1 | 2:1 | 1:3 |     | 0:4 | 0:2 | 2:2 | 1:3 | 0:4 |
| Newtown A.F.C.            | 0:0 | 3:3 | 2:2 | 2:1 | 0:1 | 0:4 | 2:3 |     | 2:0 | 2:1 | 2:0 | 1:0 |
| Port Talbot Town F.C.     | 3:0 | 5:1 | 1:1 | 0:2 | 1:2 | 1:1 | 0:0 | 0:1 |     | 1:2 | 1:0 | 1:3 |
| Prestatyn Town            | 2:2 | 1:2 | 2:3 | 4:1 | 0:0 | 1:1 | 1:2 | 5:2 | 0:0 |     | 0:0 | 1:0 |
| Rhyl FC                   | 0:3 | 3:0 | 2:2 | 2:4 | 0:0 | 2:0 | 2:1 | 0:1 | 5:2 | 2:1 |     | 0:2 |
| The New Saints F.C.       | 4:0 | 3:0 | 1:1 | 1:1 | 2:0 | 6:0 | 5:0 | 5:1 | 6:0 | 3:0 | 3:0 |     |

## Runda finałowa

### Tabela
| Lp.                     | Drużyna                     | M  | Z  | R | P  | Bramki | Bramki | Różn. | Pkt | Uwagi                                        |
| ----------------------- | --------------------------- | -- | -- | - | -- | ------ | ------ | ----- | --- | -------------------------------------------- |
| Championship Conference |                             |    |    |   |    |        |        |       |     |                                              |
| 1                       | The New Saints F.C. (M) (P) | 32 | 22 | 7 | 3  | 86     | 20     | +66   | 73  | Liga Mistrzów UEFA • II runda kwalifikacyjna |
| 2                       | Airbus UK Broughton1        | 32 | 17 | 9 | 6  | 56     | 34     | +22   | 59  | Liga Europy UEFA • I runda kwalifikacyjna    |
| 3                       | Carmarthen Town (B)         | 32 | 14 | 6 | 12 | 54     | 51     | +3    | 48  |                                              |
| 4                       | Bangor City (B)             | 32 | 14 | 6 | 12 | 47     | 50     | −3    | 48  | Liga Europy UEFA • I runda kwalifikacyjna    |
| 5                       | Newtown A.F.C. (B)          | 32 | 12 | 6 | 14 | 46     | 58     | −12   | 42  |                                              |
| 6                       | Rhyl FC (B)                 | 32 | 11 | 5 | 16 | 43     | 48     | −5    | 38  |                                              |
| PlayOff Conference      |                             |    |    |   |    |        |        |       |     |                                              |
| 7                       | Aberystwyth Town F.C.2,4    | 32 | 15 | 9 | 8  | 72     | 48     | +24   | 51  | Liga Europy UEFA • I runda kwalifikacyjna    |
| 8                       | Bala Town5                  | 32 | 13 | 6 | 13 | 61     | 45     | +16   | 45  |                                              |
| 9                       | Port Talbot Town F.C.       | 32 | 10 | 8 | 14 | 45     | 54     | −9    | 38  |                                              |
| 10                      | Connah’s Quay Nomads F.C.   | 32 | 10 | 8 | 14 | 47     | 65     | −18   | 38  |                                              |
| 11                      | Prestatyn Town3             | 32 | 9  | 8 | 15 | 42     | 47     | −5    | 35  |                                              |
| 12                      | Afan Lido (S)               | 32 | 3  | 6 | 23 | 21     | 100    | −79   | 15  | Spadek do Welsh Football League Division One |

### Wyniki
| Gospodarz \ Gość        | AIR | BAN | CMR | NTW | RHY | TNS |
| Airbus UK Broughton     |     | 0:1 | 1:2 | 1:0 | 2:1 | 1:1 |
| Bangor City             | 2:4 |     | 3:1 | 1:0 | 2:0 | 1:9 |
| Carmarthen Town         | 1:2 | 0:1 |     | 6:1 | 2:1 | 1:0 |
| Newtown A.F.C.          | 1:1 | 3:1 | 0:3 |     | 2:1 | 1:2 |
| Rhyl FC                 | 2:0 | 1:1 | 4:2 | 0:3 |     | 0:2 |
| The New Saints F.C.     | 1:1 | 4:1 | 4:0 | 3:1 | 2:1 |     |
| Championship Conference |     |     |     |     |     |     |

| Gospodarz \ Gość          | ABE | AFA | BAL | CQN | PTT | PRE |
| Aberystwyth Town F.C.     |     | 7:1 | 2:3 | 2:1 | 6:1 | 4:0 |
| Afan Lido                 | 0:6 |     | 0:5 | 1:8 | 2:8 | 0:2 |
| Bala Town                 | 1:2 | 6:0 |     | 2:0 | 3:1 | 2:4 |
| Connah’s Quay Nomads F.C. | 3:0 | 3:0 | 1:1 |     | 2:0 | 1:1 |
| Port Talbot Town F.C.     | 1:1 | 0:0 | 2:1 | 1:2 |     | 2:0 |
| Prestatyn Town            | 0:1 | 4:0 | 1:2 | 1:1 | 2:4 |     |
| PlayOff Conference        |     |     |     |     |     |     |

## European Playoffs

### Drabinka
|  | Półfinał | Półfinał        | Półfinał |         |   | Finał       | Finał | Finał |  |
|  |          |                 |          |         |   |             |       |       |  |
|  | 3        | Carmarthen Town | 1        |         |   |             |       |       |  |
|  | 3        | Carmarthen Town | 1        |         |   |             |       |       |  |
|  | 6        | Rhyl FC         | 6        |         |   |             |       |       |  |
|  | 6        | Rhyl FC         | 6        |         | 4 | Bangor City | 2     |       |  |
|  |          |                 |          |         | 4 | Bangor City | 2     |       |  |
|  |          |                 | 6        | Rhyl FC | 0 |             |       |       |  |
|  | 4        | Bangor City     | 6        | Rhyl FC | 0 | 1           |       |       |  |
|  | 4        | Bangor City     |          |         |   |             |       |       |  |
|  | 5        | Newtown A.F.C.  | 0        |         |   |             |       |       |  |

### Półfinały
| 10 maja 2014 | Carmarthen Town                                             | 1:6   | Rhyl FC                                                                                         |                                                                                 |
| 16:00        | Kyle Bassett 45+3'                                          | (1:1) | 42' 90+1' Dave Forbes · 51' (k) Paul McManus · 53' Mark Cadwallader · 59' 68' (k) Stephen Lewis | Richmond Park (Carmarthen, Carmarthenshire) Widzów: 311 Sędzia: Simon Lee Evans |
| 16:00        | Carl Evans 50' · Liam McCreesh 61' · Luke Owen Cummings 90' | (1:1) | 27' Shauwn Dowling · 45' Paul McManus · 63' Chris Rimmer · 73' Stephen Lewis                    | Richmond Park (Carmarthen, Carmarthenshire) Widzów: 311 Sędzia: Simon Lee Evans |

| 10 maja 2014 | Bangor City                        | 1:0   | Newtown A.F.C.    |                                                                         |
| 16:00        | Chris Jones 57'                    | (0:0) |                   | The Book People Stadium (Bangor, Gwynedd) Widzów: 572 Sędzia: Huw Jones |
| 16:00        | Declan Walker 45' · Les Davies 68' | (0:0) | 54', 80' Max Penk | The Book People Stadium (Bangor, Gwynedd) Widzów: 572 Sędzia: Huw Jones |

### Finał
| 17 maja 2014 | Bangor City | 2:0   | Rhyl FC |                                                                            |
| 16:00        | Les Davies 64' · Chris Jones 74' (k) | (0:0) |         | The Book People Stadium (Bangor, Gwynedd) Widzów: 1442 Sędzia: Mark Whitby |
| 16:00        | 10', 52' Peter Dogan · 39' Stephen Lewis · 60' Dave Forbes · 74' Alex Ramsay · 74' Mark Cadwallader · 75' Paul McManus · 90' Tom Donegan | (0:0) |         | The Book People Stadium (Bangor, Gwynedd) Widzów: 1442 Sędzia: Mark Whitby |

## Lista strzelców

### Runda zasadnicza
| Zawodnik           | Drużyna                   | Bramki |
| ------------------ | ------------------------- | ------ |
| Mark Connolly      | Bala Town                 | 12     |
| Chris Venables     | Aberystwyth Town F.C.     | 12     |
| Lee Hunt (piłkarz) | Prestatyn Town            | 11     |
| Les Davies         | Bangor City               | 10     |
| Christian Doidge   | Carmarthen Town           | 10     |
| Greg Draper        | The New Saints F.C.       | 10     |
| Rhys Griffiths     | Port Talbot Town F.C.     | 9      |
| Alex Darlington    | The New Saints F.C.       | 9      |
| Michael Wilde      | The New Saints F.C.       | 9      |
| Luke Boundford     | Newtown A.F.C.            | 8      |
| Chris Hartland     | Afan Lido                 | 8      |
| Gary O’Toole       | Connah’s Quay Nomads F.C. | 8      |
| Craig Williams     | Aberystwyth Town F.C.     | 8      |

### Runda finałowa
| Zawodnik           | Drużyna                   | Bramki |
| ------------------ | ------------------------- | ------ |
| Rhys Griffiths     | Port Talbot Town F.C.     | 14     |
| Chris Venables     | Aberystwyth Town F.C.     | 12     |
| Mark Connolly      | Bala Town                 | 9      |
| Christian Doidge   | Carmarthen Town           | 7      |
| Michael Wilde      | The New Saints F.C.       | 7      |
| Greg Draper        | The New Saints F.C.       | 6      |
| Mike Hayes         | Connah’s Quay Nomads F.C. | 6      |
| Gary O’Toole       | Connah’s Quay Nomads F.C. | 6      |
| Lee Hunt (piłkarz) | Prestatyn Town            | 5      |
| Craig Williams     | Aberystwyth Town F.C.     | 5      |

### Razem
| Zawodnik           | Drużyna                   | Bramki |
| ------------------ | ------------------------- | ------ |
| Chris Venables     | Aberystwyth Town F.C.     | 24     |
| Rhys Griffiths     | Port Talbot Town F.C.     | 23     |
| Mark Connolly      | Bala Town                 | 21     |
| Christian Doidge   | Carmarthen Town           | 17     |
| Lee Hunt (piłkarz) | Prestatyn Town            | 16     |
| Greg Draper        | The New Saints F.C.       | 16     |
| Michael Wilde      | The New Saints F.C.       | 16     |
| Les Davies         | Bangor City               | 14     |
| Gary O’Toole       | Connah’s Quay Nomads F.C. | 14     |

Źródło:

## Najlepsi w sezonie
| Trener        | Carl Darlington | The New Saints F.C.   | [ 10 ] |
| Zawodnik      | Chris Venables  | Aberystwyth Town F.C. | [ 11 ] |
| Młodzieżowiec | Sam Finley      | The New Saints F.C.   | [ 11 ] |

## Jedenastka sezonu
| Pozycja   | Zawodnik         | Drużyna               |
| --------- | ---------------- | --------------------- |
| Bramkarz  | Paul Harrison    | The New Saints F.C.   |
| Obrońca   | Declan Walker    | Bangor City           |
| Obrońca   | Lewis Short      | Airbus UK Broughton   |
| Obrońca   | Kai Edwards      | The New Saints F.C.   |
| Obrońca   | Ian Kearney      | Airbus UK Broughton   |
| Pomocnik  | Stuart Jones     | Aberystwyth Town F.C. |
| Pomocnik  | Sam Finley       | The New Saints F.C.   |
| Pomocnik  | Chris Venables   | Aberystwyth Town F.C. |
| Pomocnik  | Chris Jones      | The New Saints F.C.   |
| Napastnik | Michael Wilde    | The New Saints F.C.   |
| Napastnik | Christian Doidge | Carmarthen Town       |

Źródło:.

## Stadiony
| Aberystwyth Town F.C.   | Afan Lido       | Airbus UK Broughton                        | Bala Town           |
| ----------------------- | --------------- | ------------------------------------------ | ------------------- |
| Park Avenue             | Marston Stadium | Hollingsworth Group International Airfield | Maes Tegid          |
| Pojemność: 2500         | Pojemność: 4200 | Pojemność: 1600                            | Pojemność: 3000     |
|                         |                 |                                            |                     |
| Bangor City             | Carmarthen Town | Connah’s Quay Nomads F.C.                  | Newtown A.F.C.      |
| The Book People Stadium | Richmond Park   | Deeside Stadium                            | Latham Park         |
| Pojemność: 3000         | Pojemność: 3000 | Pojemność: 1500                            | Pojemność: 5000     |
|                         |                 |                                            |                     |
| Port Talbot Town F.C.   | Prestatyn Town  | Rhyl FC                                    | The New Saints F.C. |
| Victoria Road           | Bastion Road    | Belle Vue                                  | Park Hall           |
| Pojemność: 3000         | Pojemność: 2300 | Pojemność: 3000                            | Pojemność: 2034     |
|                         |                 |                                            |                     |